# Polina Semiónova
Polina Aleksándrovna Semiónova (Полина Александровна Семионова, Moscú 1984) es una bailarina rusa de ballet clásico. Fue «segunda bailarina» del Staatsoper Unter den Linden de Berlín. Está considerada como una Prima Ballerina, y es una de las más jóvenes en alcanzar ese tipo de reconocimiento. 
Desde septiembre de 2012 es "Principal Dancer" del American Ballet Theater de New York, en donde debutó en 2011. 
Cuando estudiaba en la Academia estatal de coreografía de Moscú afiliada al Teatro Bolshói, consiguió varios premios en las principales competiciones de ballet, entre ellos la medalla de oro en la «Moscow International Ballet Competition» de 2001, el Primer Premio en la «Vaganova-Prix Ballet Competition» en San Petersburgo de 2002 y el Premio Júnior en la «International Ballet Competition» de Nagoya, en Japón, en 2002. 
Graduada en 2002, Semiónova se unió al «Ballet Staatsoper Berlin» como bailarina principal tras la invitación de Vladímir Malájov, convirtiéndose así en la primera bailarina más joven de la historia de la compañía con 18 años. Había realizado una gira por Japón con Malájov como compañero, de ahí la invitación de este. Interpretó los papeles principales en El cascanueces y La Bayadère durante la primera temporada, y luego el de Tatiana en Onegin, que se convertiría en su favorito.
En 2003, con 19 años, Polina interpretó con el English National Ballet El lago de los cisnes, cosechando un gran éxito entre los críticos ingleses. Al año siguiente, se unió al California Ballet para su producción de La Bella Durmiente del Bosque (ballet), impresionando de nuevo a los críticos a pesar de que el resto del conjunto no fue tan bien valorado.
Apareció también en el vídeo musical de Herbert Grönemeyer «Demo (Letzter Tag)», que al ser subido a YouTube, la dio a conocer a un público más amplio que el mero aficionado al ballet.
Polina es una de los bailarines que aparecen en el EuroArts DVD Divine Dancers Live from Prague, en el que baila un «pas de deux» del ballet Manon.

## Parejas artísticas
- Roberto Bolle, La Scala di Milano.
- Vladímir Malájov, Staatsoper Berlin, American Ballet Theatre, Vienna State Opera, Stuttgart Ballet, National Ballet of Canada.
- José Manuel Carreno, American Ballet Theatre.
- Mathieu Ganio, Paris Opera Ballet.
- Igor Zelensky, Maryinsky Ballet.
- Jiri Jelinek, Stuttgart Ballet.